# Lichnówki (przystanek kolejowy)
Lichnówki – dawny wąskotorowy przystanek osobowy znajdujący się we wsi Lichnówki, w gminie Lichnowy, w powiecie malborskim, w województwie pomorskim. Położony był na linii kolejowej z Lichnów do Malborka Kałdowa Wąskotorowego. Odcinek do Lisewa Malborskiego został otwarty w 1899 roku.
W Żuławskim Parku Historycznym w Nowym Dworze Gdańskim znajduje się makieta przystanku w skali 1:87, wykonana w latach 1996-2002 przez Andrzeja Sadłowskiego.